# Quan hệ Liban – Các Tiểu vương quốc Ả Rập Thống nhất
Quan hệ Các Tiểu vương quốc Ả Rập Thống nhất – Liban là mối quan hệ ngoại giao giữa Các Tiểu vương quốc Ả Rập Thống nhất và Liban. Các Tiểu vương quốc Ả Rập Thống nhất có một đại sứ quán tại Beirut, trong khi Liban duy trì một đại sứ quán tại Abu Dhabi và một tổng lãnh sự quán tại Dubai. Cả hai quốc gia đều là một phần của khu vực Trung Đông và đều chia sẻ mối quan hệ văn hóa chặt chẽ. Có hàng trăm ngàn người Liban sinh sống và làm việc tại Các Tiểu vương quốc Ả Rập Thống nhất.